# Đập sông Thames

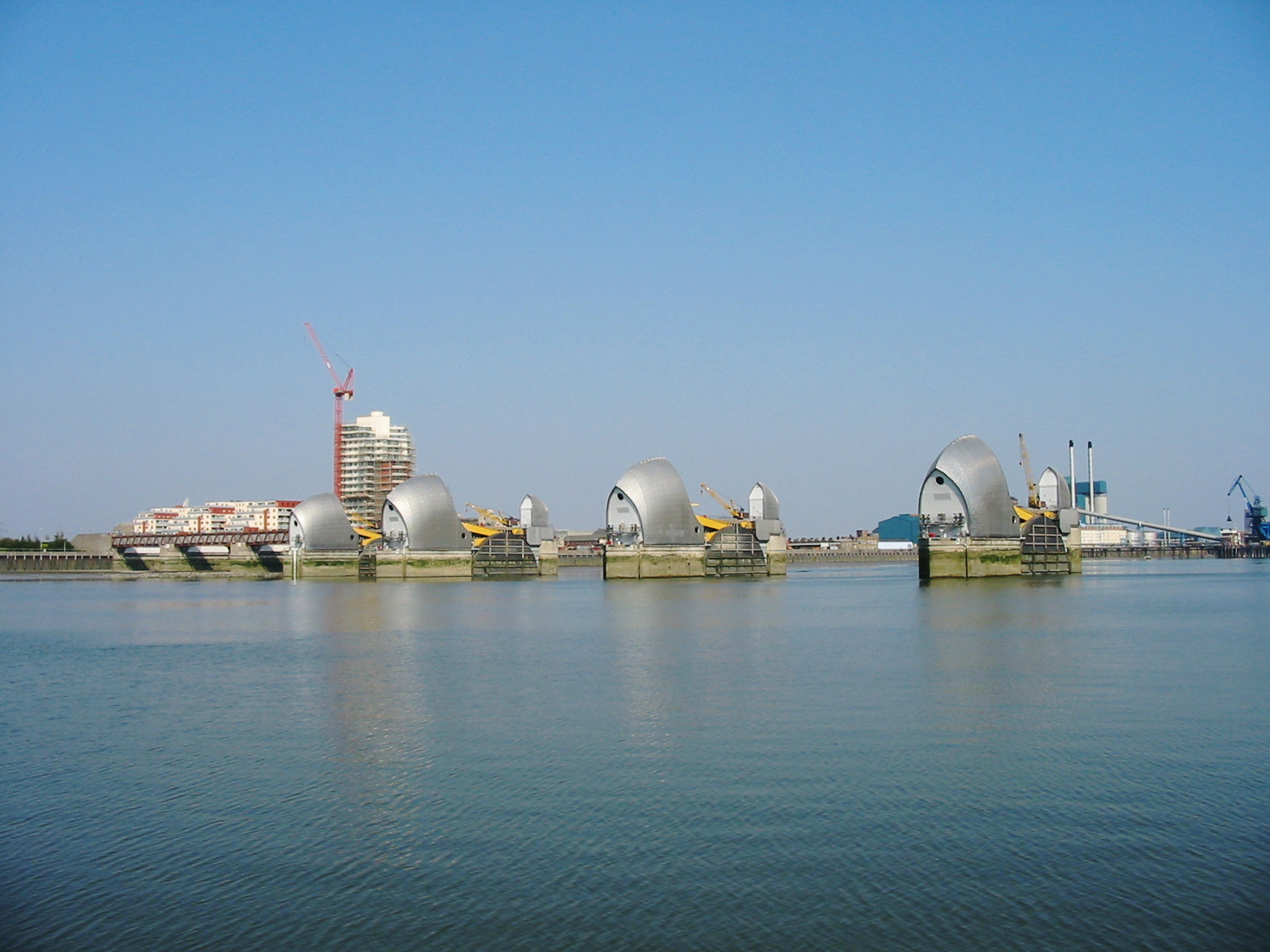
Đập sông Thames

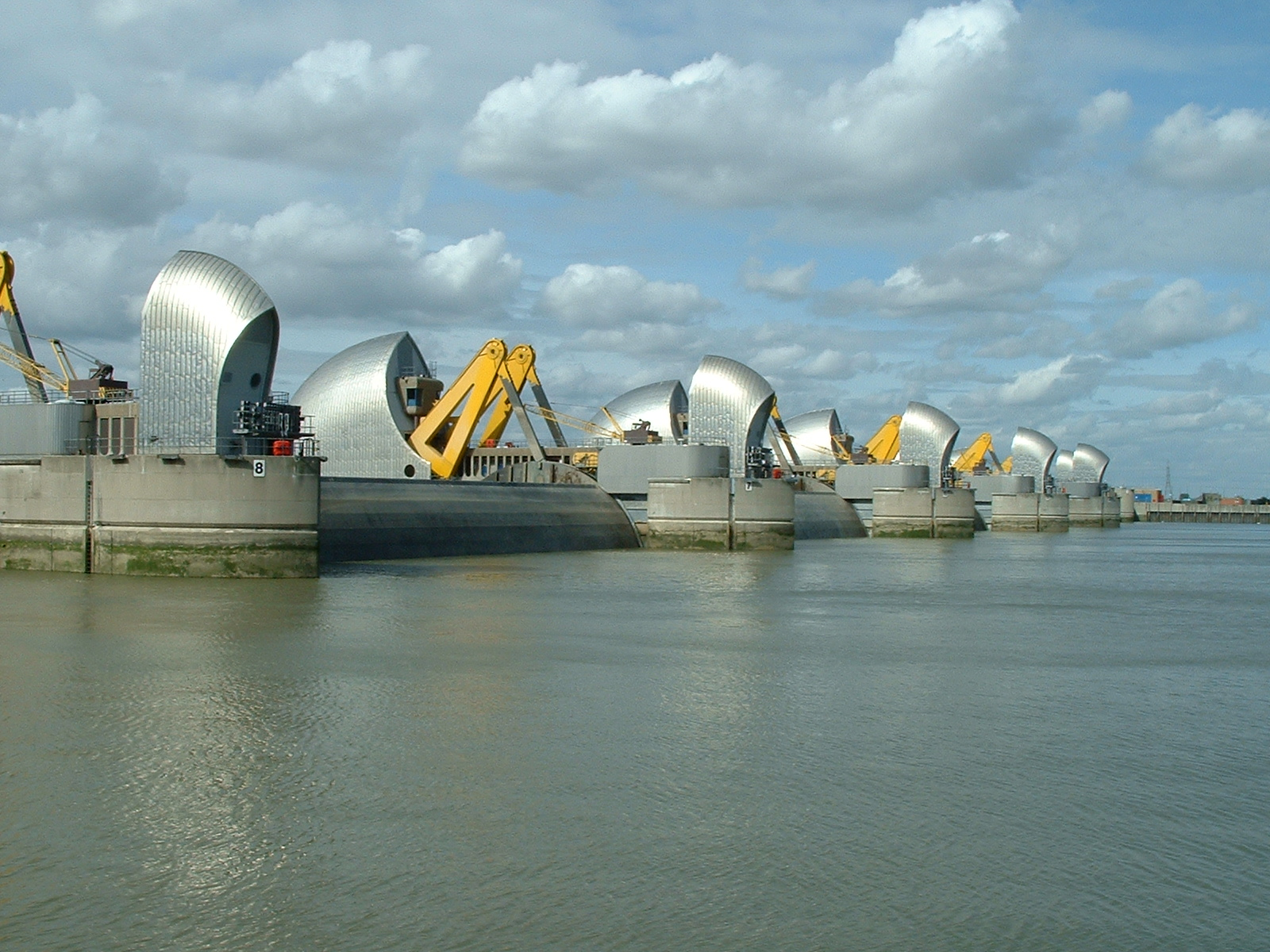
Cận cảnh hàng rào, cổng, được đóng lại khi một lũ cảnh báo được phát hành

Đập sông Thames (tiếng Anh: Thames Barrier) là một cái đập di động dùng để ngăn nước lũ ở Sông Thames, nằm ở phía đông Trung tâm thủ đô Luân Đôn của nước Anh. Nó được đưa vào hoạt động từ năm 1984 và được dùng để ngăn ngừa khu vực bãi bồi của cả Đại Luân Đôn, ngoại trừ những khu tự quản thuộc vùng cực Đông của thành phố khỏi bị tràn ngập bởi thủy triều cao đặc biệt và bão di chuyển đến từ Biển Bắc. Khi cần thiết, đập này sẽ được đóng lại khi nước triều dâng cao; lúc thủy triều thấp, nó có thể được mở ra để khôi phục lại dòng chảy của con sông đổ ra biển. Được xây dựng với chiều dài khoảng 3 km (1,9 mi) về phía đông của Isle of Dogs (Đảo Chó), bờ bắc của nó ở Silvertown tại quận Wandsworth của London và bờ nam của nó ở khu vực New Charlton thuộc quận Greenwich. Tường thuật của Sir Hermann Sydney về nạn lũ Biển Bắc năm 1953 ảnh hưởng đến các phần của cửa sông Thames và các khu vực của London đóng vai trò quan trọng trong quyết định xây dựng đập này.

## Địa lý và bối cảnh
London là một thành phố dễ bị ngập nước và bị nguy hại từ thủy triều dâng cao đổ vào. Một cơn lũ từ biển do bão (một loại sóng thần nhỏ) được tạo ra bởi áp suất thấp ở Đại Tây Dương đôi khi di chuyển về phía đông đi qua phía bắc của Scotland và sau đó có thể đi vào vùng nước nông của Biển Bắc. Thủy triều vì lũ do bão đổ xuống Biển Bắc, bị thu hẹp tại eo biển Manche và sông Thames. Nếu cơn lũ từ biển do bão trùng với thủy triều mùa xuân, mực nước cao nguy hiểm có thể xảy ra ở cửa sông Thames.
Mối đe dọa tăng lên theo thời gian do sự gia tăng chậm nhưng liên tục mực nước cao qua nhiều thế kỷ (20 cm (8 inch) mỗi thế kỷ). Trong cơn lũ sông Thames 1928, 14 người thiệt mạng. Sau khi 300 người chết ở Anh trong trận lụt Biển Bắc năm 1953, vấn đề này được chú ý đặc biệt. Những đề nghị trước đó cho một hệ thống kiểm soát lũ đã bị cản trở bởi sự mở rộng lớn cần thiết trong rào cản để cho phép các chiếc tàu từ bến cảng London đi qua. Rồi việc tiêu chuẩn hóa các thùng đựng hàng thay thế hình thức cũ của vận chuyển bằng tàu và Tilbury được mở rộng, một rào cản nhỏ hơn trở thành khả thi với mỗi bốn nhịp điều hướng chính có chiều rộng tương tự như việc mở cổng Tower Bridge.

## Lịch sử

Cấu tạo đập

### Thiết kế và xây dựng
Khái niệm về cánh cổng quay được Charles Draper nghĩ ra. Năm 1969, từ nhà cha mẹ ở Pellatt Grove, Wood Green, London, ông đã xây dựng nên một mô hình làm việc. Các hình trụ xoay lạ thường được dựa trên thiết kế của các vòi khí trên bếp ga của ông. Đập rào cản được thiết kế bởi Rendel, Palmer, và Tritton cho Hội đồng Đại Luân Đôn và được thử nghiệm tại Trạm Nghiên cứu Thủy lực ở Wallingford. Vị trí New Charlton được chọn vì độ tương đối thẳng của các bờ sông và vì đá phấn nằm dưới sông đủ mạnh để hỗ trợ đập rào cản. Công việc bắt đầu tại vị trí đập rào chắn trong năm 1974 và công trình xây dựng được thực hiện bởi Côngxoocxiom Costain/Hollandsche Beton Maatschappij/Tarmac Construction, phần lớn của đập được hoàn thành vào năm 1982. Các cánh cửa chắn nước lũ được thực hiện bởi Cleveland Bridge UK Ltd  tại bến tàu Dent trên sông Tees.
Ngoài đập rào cản, các phòng chống lũ cho 11 dặm hạ lưu sông đã được nâng lên và tăng cường. Đập rào cản được Nữ hoàng Elizabeth II chính thức khai trương vào ngày 8 tháng 5 năm 1984. Tổng chi phí xây dựng khoảng 534 triệu £ (giá trị 1,6 tỷ £ năm 2016) với thêm 100 £ triệu cho phòng chống sông, chi phí tổng cộng 634 triệu £ (1,9 tỷ £ tiền 2016) 
Đập rào cản gồm 10 cổng bằng thép, dài tổng cộng 520 m (1,700 ft) bắc qua sông. Khi đập mở, các cổng nằm bẹt dưới đáy sông và khi đóng, các cổng được quay đứng dậy cho tới khi nó ngăn nước chạy qua. 4 cổng chính, mỗi cổng dài 61.5 m (200 ft), cao hơn 20 m và nặng hơn 3.000 tấn. Đập mất từ 75-90 phút để đóng các cổng, bắt từ các cổng ở bên ngoài cho tới các cổng ở giữa được đóng.

### Những lần đóng cửa đập và sự cố
Trong toàn bộ lịch sử của đập tới tháng 2 năm 2016, đã có tổng cộng 176 lần đóng cửa đập để ngăn lũ lụt do bão và thủy triều. Nó tiêu tốn chi phí là £16.000 (năm 2008) mỗi lần đóng cửa đập sông Thames. Hàng rào đã được đóng lại hai lần trong ngày 9 tháng 11 năm 2007 sau khi nước dâng vì một cơn bão ở Biển Bắc,được so sánh với trận lụt vào năm 1953. Sự nguy hiểm chính của lũ tới từ bờ biển phía trên đập sông Thames, nơi dân cư được di tản, nhưng những cơn gió đã dịu đi một chút, và ở đập sông Thames vào ngày 9 tháng 11 năm 2007 bão đã không hoàn toàn trùng khớp với thủy triều cao.
Vào ngày 27 tháng năm 1997, đập rào cản bị hỏng khi tàu nạo vét MV Sand Kite đụng một trong những cầu tàu của đập sông Thames trong điều kiện sương mù dày đặc. Khi tàu bắt đầu chìm nó đổ xuống 3.300 tấn các chất kết tụ. Ban đầu cổng không thể bị đóng cửa vì nó được phủ một lớp dày của sỏi. Một vấn đề dài hạn hơn là sơn trên mặt phẳng của cửa do mài mòn bị mất đi. Chiếc tàu này được trục lên vào giữa tháng 11 năm 1997. Một ước tính chi phí thiệt hại lũ lụt, nếu nó xảy ra, khoảng 13 tỷ £.
| Mùa (Tháng Chín -Tư) | Số lần đóng mỗi mùa | Số lần đóng mỗi mùa  | Số lần đóng mỗi mùa |
| Mùa (Tháng Chín -Tư) | Ngập do triều cường | Ngập do lũ trên sông | Tổng                |
| -------------------- | ------------------- | -------------------- | ------------------- |
| 1982–83              | 1                   | 0                    | 1                   |
| 1983–84              | 0                   | 0                    | 0                   |
| 1984–85              | 0                   | 0                    | 0                   |
| 1985–86              | 0                   | 1                    | 1                   |
| 1986–87              | 1                   | 0                    | 1                   |
| 1987–88              | 0                   | 0                    | 0                   |
| 1988–89              | 1                   | 0                    | 1                   |
| 1989–90              | 1                   | 3                    | 4                   |
| 1990–91              | 2                   | 0                    | 2                   |
| 1991–92              | 0                   | 0                    | 0                   |
| 1992–93              | 4                   | 0                    | 4                   |
| 1993–94              | 3                   | 4                    | 7                   |
| 1994–95              | 2                   | 2                    | 4                   |
| 1995–96              | 4                   | 0                    | 4                   |
| 1996–97              | 1                   | 0                    | 1                   |
| 1997–98              | 1                   | 0                    | 1                   |
| 1998–99              | 2                   | 0                    | 2                   |
| 1999–00              | 3                   | 3                    | 6                   |
| 2000–01              | 16                  | 8                    | 24                  |
| 2001–02              | 3                   | 1                    | 4                   |
| 2002–03              | 8                   | 12                   | 20                  |
| 2003–04              | 1                   | 0                    | 1                   |
| 2004–05              | 4                   | 0                    | 4                   |
| 2005–06              | 3                   | 0                    | 3                   |
| 2006–07              | 8                   | 0                    | 8                   |
| 2007–08              | 6                   | 0                    | 6                   |
| 2008–09              | 1                   | 4                    | 5                   |
| 2009–10              | 2                   | 3                    | 5                   |
| 2010–11              | 0                   | 0                    | 0                   |
| 2011–12              | 0                   | 0                    | 0                   |
| 2012–13              | 0                   | 5                    | 5                   |
| 2013–14              | 9                   | 41                   | 50                  |
| 2014–15              | 1                   | 0                    | 1                   |
| 2015-16              | 1                   | 0                    | 1                   |

## Trong tương lai
Đập rào cản được thiết kế để bảo vệ London chống lại lũ dâng cao, mức lũ (với một khoảng thời gian quay trở lại của một trăm năm) đến năm 2030, sau đó khả năng bảo vệ nước lũ của đập sẽ giảm, trong khi nó vẫn còn trong giới hạn có thể chấp nhận được. Tại thời điểm được xây dựng, đập rào cản được dự kiến sẽ được sử dụng 2-3 lần mỗi năm. Bây giờ nó đang được sử dụng 6-7 lần mỗi năm.
Mức độ bảo vệ này bao gồm những thay đổi dài hạn ở mực nước biển và đất liền như được hiểu tại thời điểm đó (khoảng 1970). Mặc dù hiện tượng sự nóng lên toàn cầu và do đó tỷ lệ dự đoán của mực nước biển dâng lên, những phân tích gần đây cho thấy tuổi thọ làm việc của đập rào cản mở rộng cho đến khoảng năm 2060-2070. Từ năm 1982 cho đến ngày 19 tháng 3 năm 2007, đập rào cản đã được sử dụng đến một trăm lần để ngăn chặn lũ lụt. Nó cũng được sử dung hàng tháng để thử nghiệm, với một thử nghiệm đóng cửa hoàn toàn khi thủy triều cao mỗi năm một lần.
Một nghiên cứu của 4 nhà học giả, được công bố vào năm 2005, đã có một đề nghị thay thế đập sông Thames bằng một đập mới với nhiều hoài bão hơn, dài đến 16 km (10 dặm) chắn ngang qua cửa sông Thames, từ Sheerness ở Kent cho tới Southend ở Essex.

## Hình ảnh

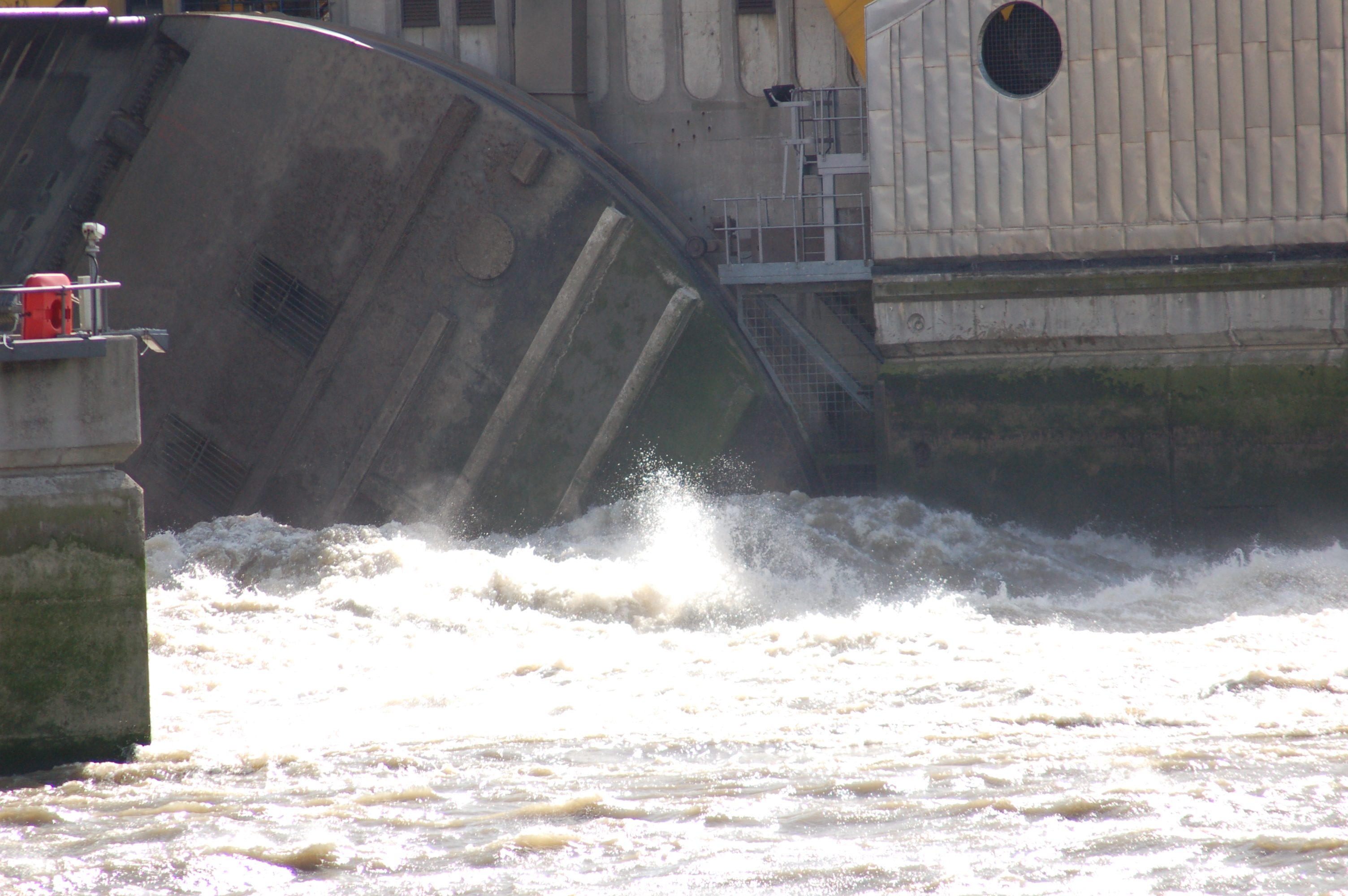
Xả nước
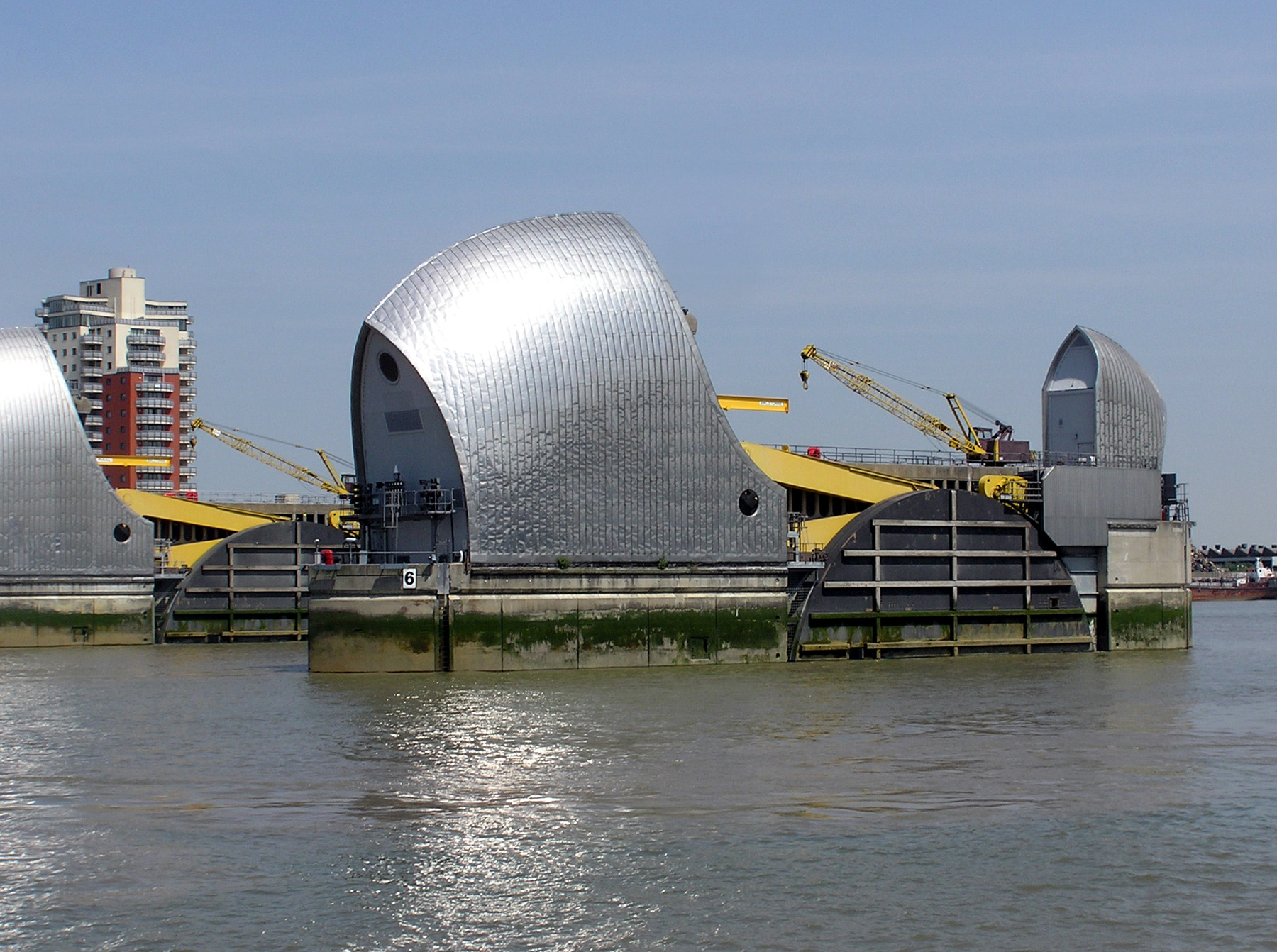
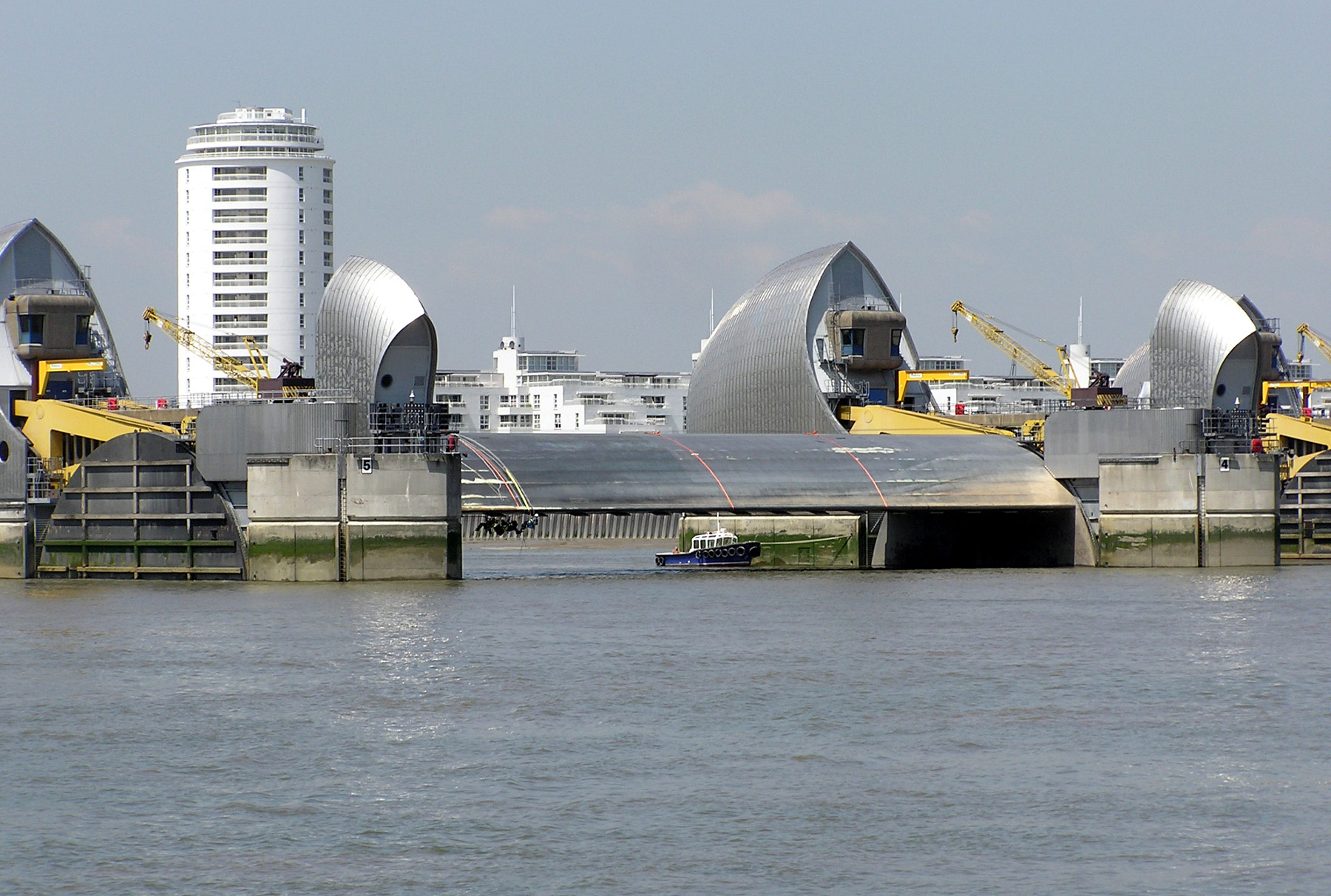
Sửa chữa cửa đập
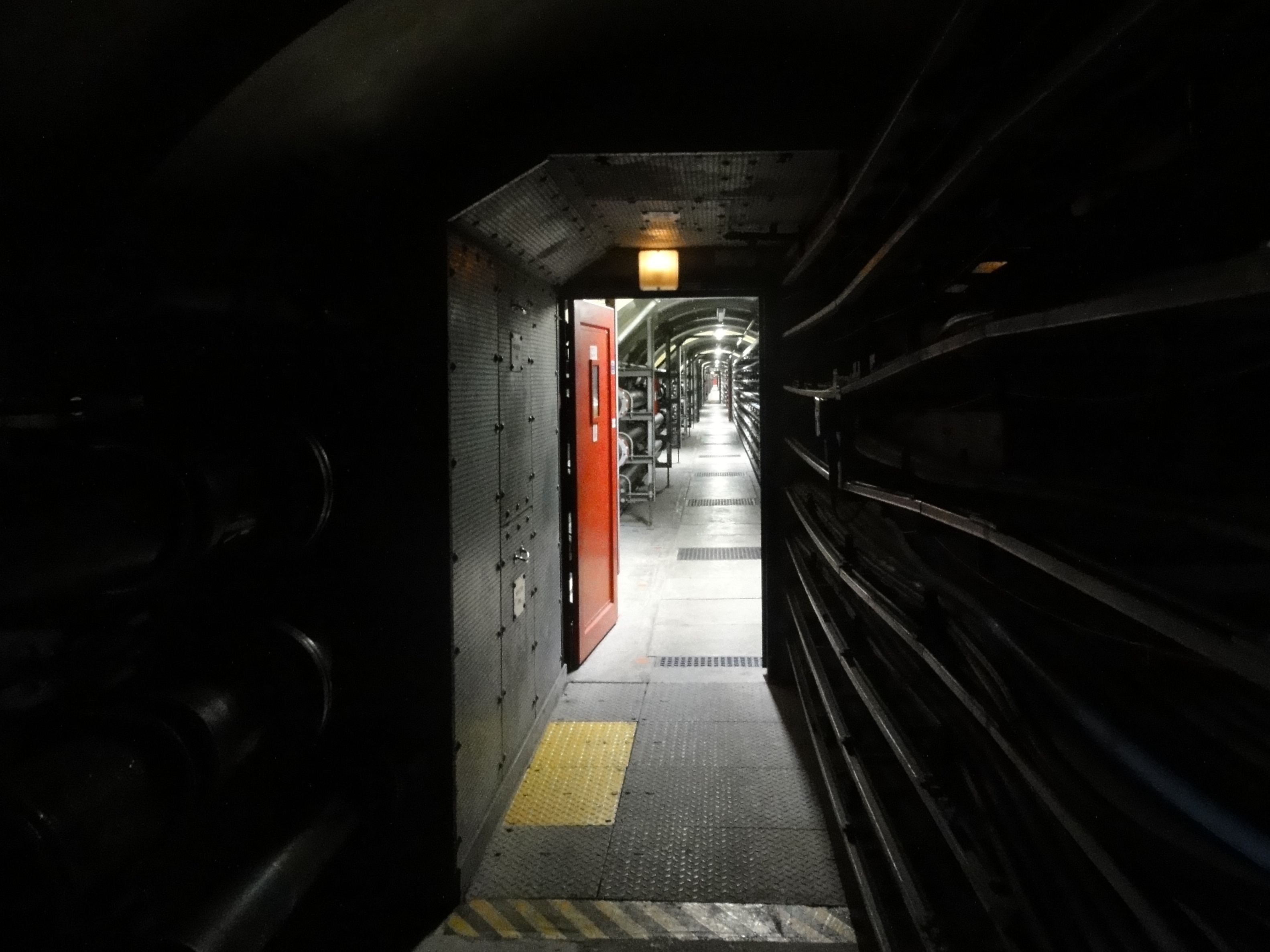
Bên trong đập
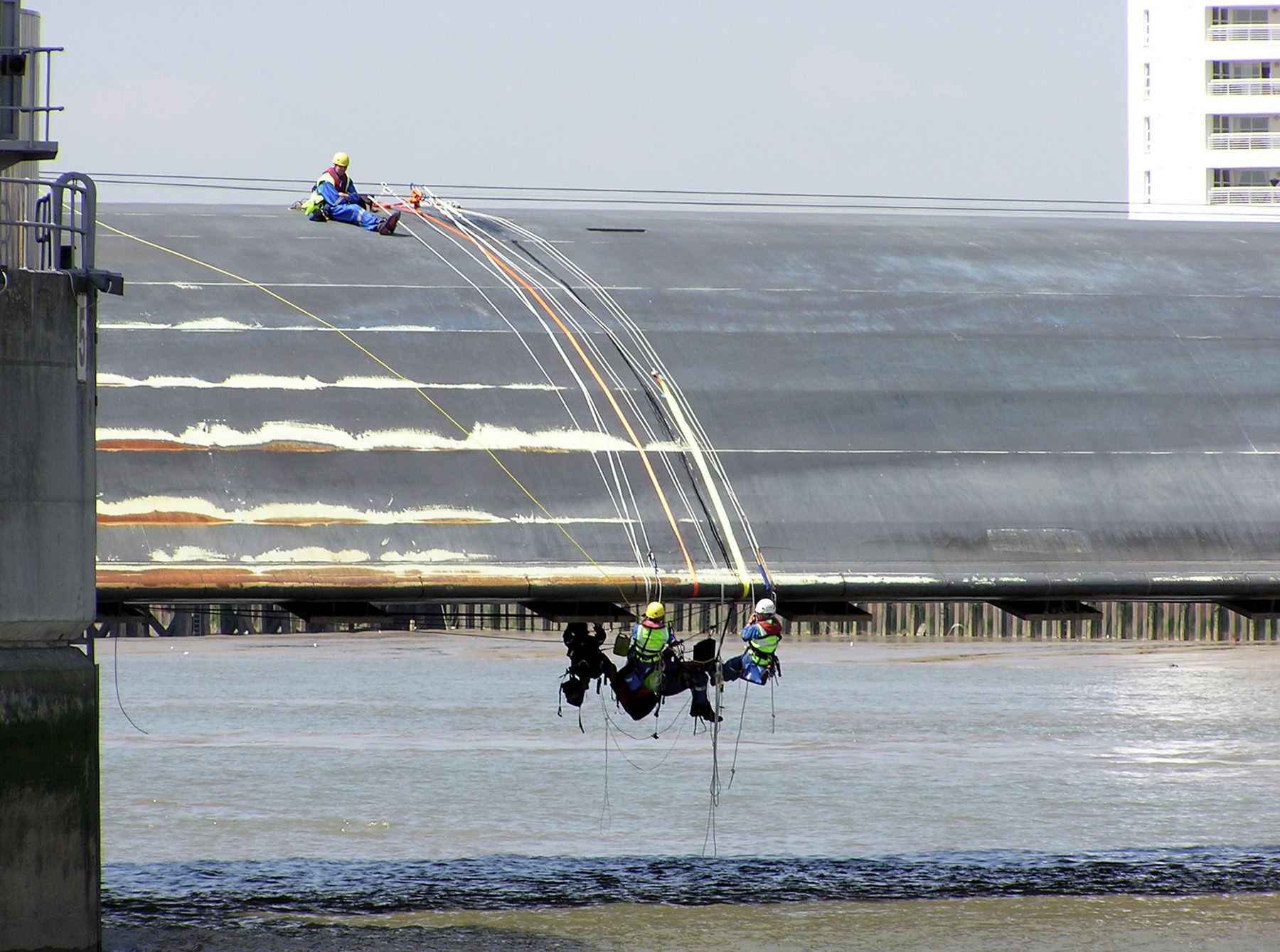